# Gao Feng
Gao Feng (chiń. 高峰; ur. 18 marca 1986) – chiński zapaśnik w stylu wolnym. Zajął czternaste miejsce na mistrzostwach świata w 2011. Brązowy medalista igrzysk azjatyckich w 2010 i piąty w 2006. Piąty na mistrzostwach Azji w 2010 roku.